# Tourisme en Ukraine
L'Ukraine est la 8e destination touristique en Europe en 2012. L'industrie touristique du pays a besoin d'investissement pour se moderniser, mais elle continue de contribuer stratégiquement à l'économie de l'Ukraine. En 2012, la part du tourisme dans le produit intérieur brut s'est montée à 28,8 milliards de UAH, soit 2,2 % du PIB, tout en procurant directement 351 500 emplois (1,7 % des emplois totaux). En 2012, plus de 23 millions de visiteurs étrangers on visité l'Ukraine. La plus grande partie des visiteurs viennent d'Europe de l'Est, de l'Europe de l'Ouest (6,3 millions), des États-Unis et du Canada.

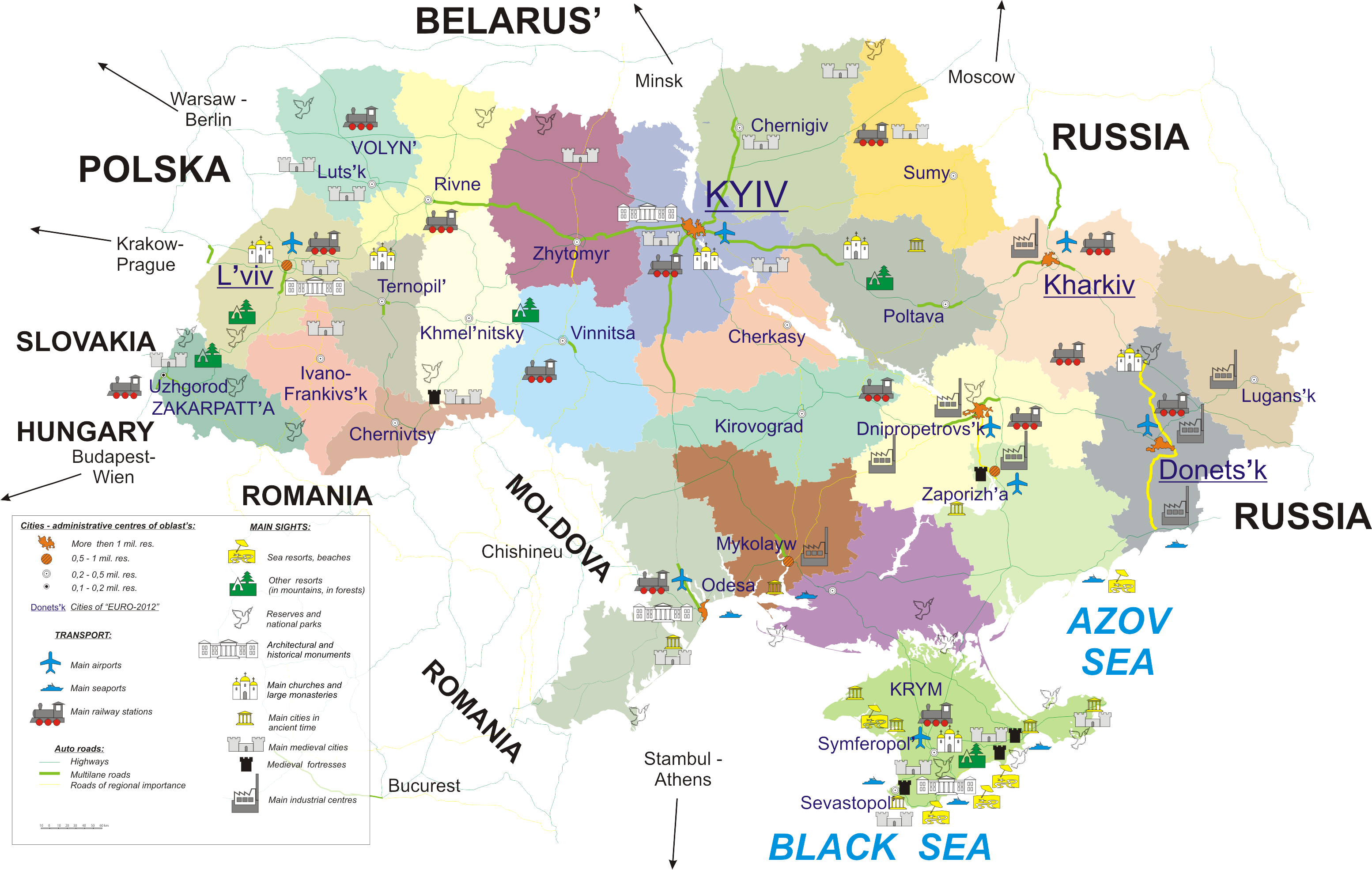
Carte du tourisme en Ukraine

L'Ukraine est une destination d'Europe du Sud-Est, à la frontière orientale avec la Russie, au sud de la Pologne et de la Biélorussie, mais jouxtant aussi la Moldavie, la Roumanie, la Hongrie et la Slovaquie à l'ouest. Elle est traversée par de grands fleuves comme le Danube et le Dniepr. Le massif des Carpates permet de skier et de faire de la randonnée. Le littoral au bord de la Mer Noire, avec notamment Odessa et la Crimée est une destination très populaire en été pour ses plages et ses nombreuses attractions. L'Ukraine possède aussi de nombreuses églises et monastères, ainsi que des musées notamment dans les grandes villes du pays. La capitale, Kiev, est aussi un centre important touristique, avec la Cathédrale Sainte-Sophie, ses grandes artères, centres commerciaux et autres places importantes comme Maïdan.

## Impact de l'Eurovision 2005
Le nombre de touristes a augmenté fortement après 2005, lorsque l'Ukraine décida d'assouplir la politique de visa pour les visiteurs en provenance notamment de l'Union européenne et de la Suisse d'abord provisoirement puis de manière permanente, en raison du Concours Eurovision de la chanson 2005 qui se déroulait pour la première fois à Kiev. En effet, les procédures de visa auparavant étaient plutôt longues et devaient se faire obligatoirement avant le voyage. Le pays décida donc de tester un nouveau régime de visa simplifié et gratuit. Il n'y a pas non plus besoin de visa pour les ressortissants russes et d'anciens pays de l'Union Soviétique (à l'exception de la Turkménie).

## Les villes les plus touristiques d'Ukraine

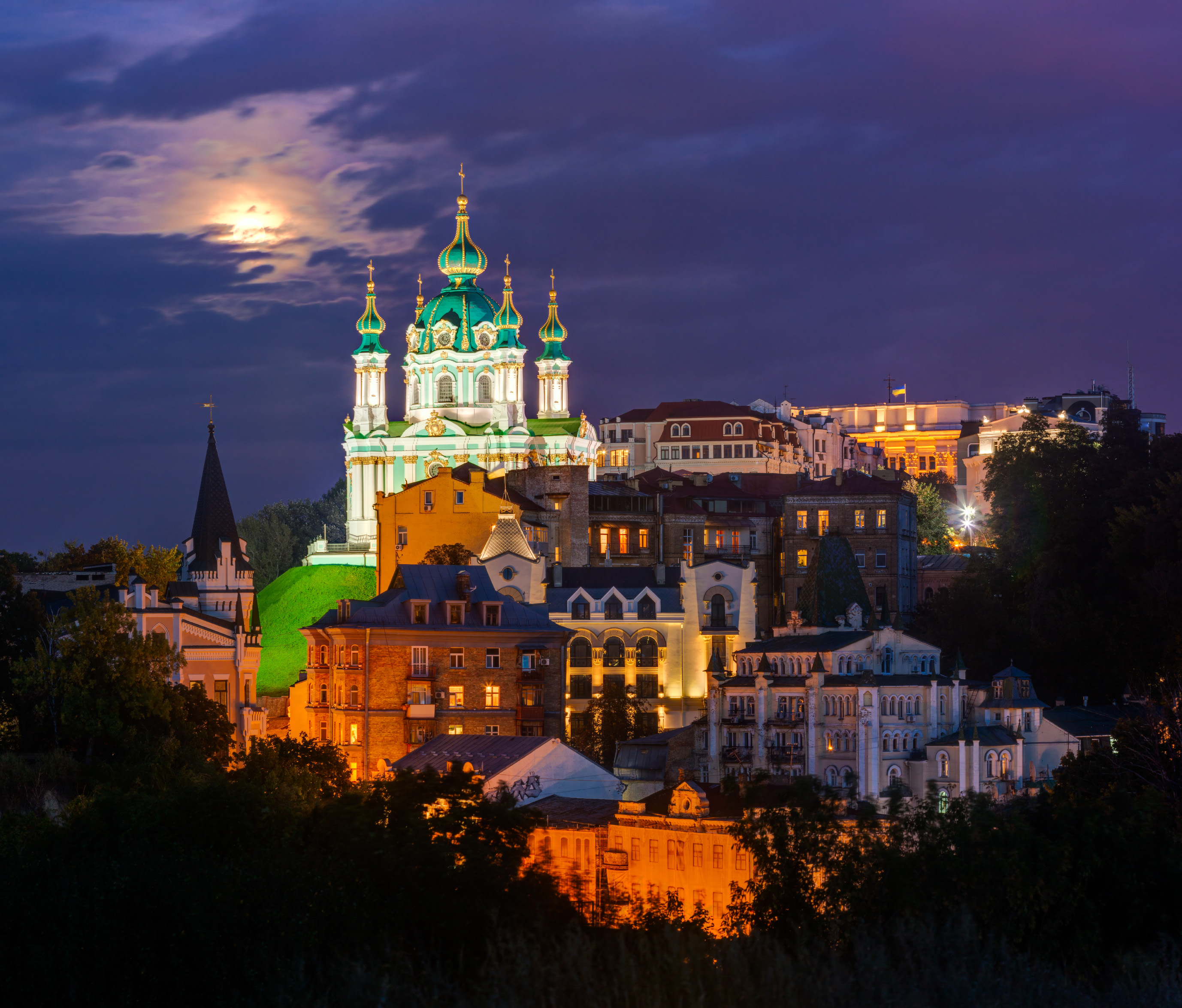
Église Saint-André, Kiev

### Kiev - Capitale du pays

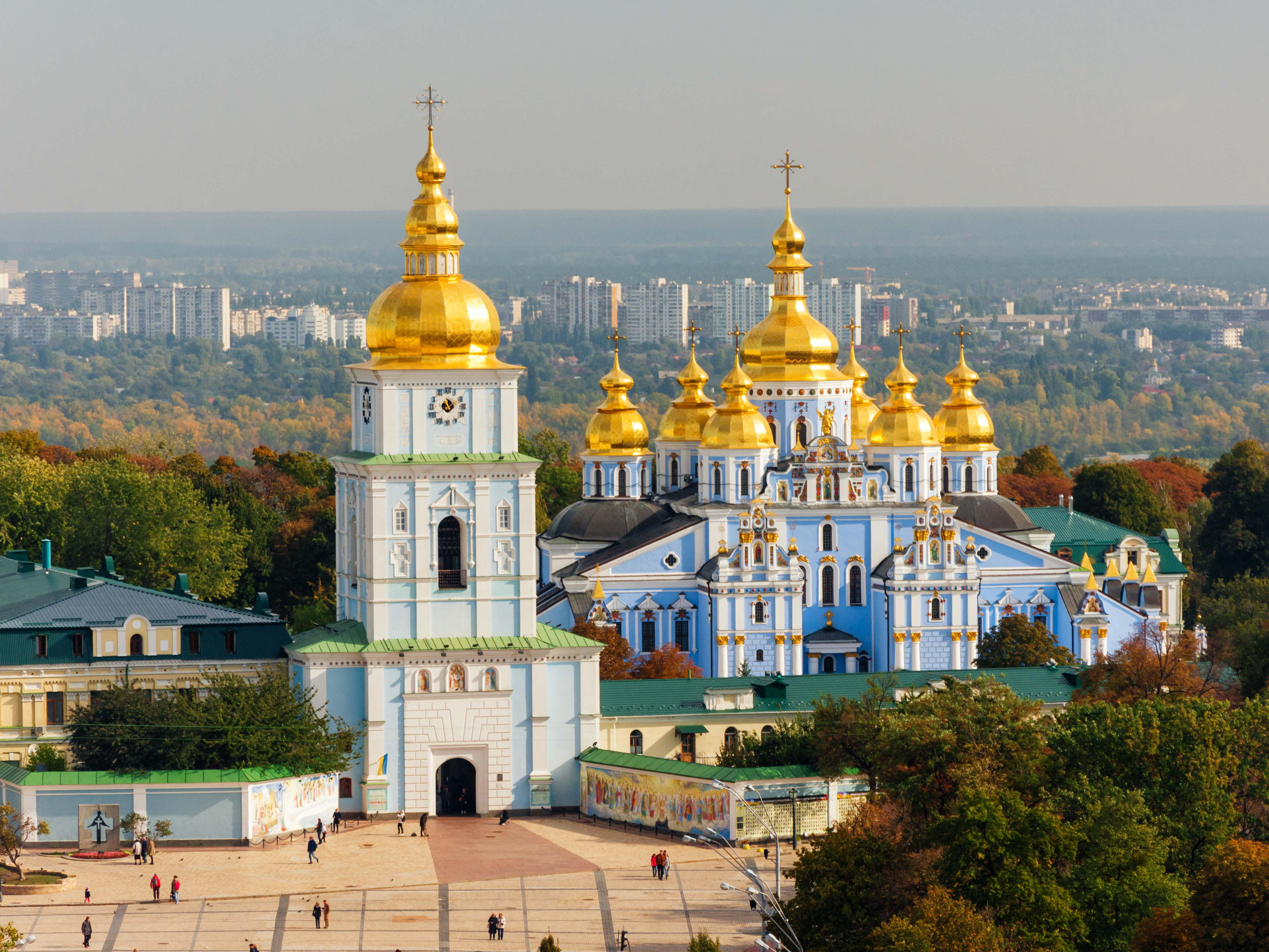
Cathédrale Saint-Michel, Kiev

Kiev est la capitale du pays, et à ce titre a l'aéroport international le plus important du pays (Boryspil), concentrant la plupart des arrivées de touristes étrangers dans le pays. C'est une ville multi-millénaire et l'histoire de l'Ukraine et de l'Europe de l'Est s'est souvent faite à Kiev. La ville possède de très nombreuses églises à visiter, notamment la Cathédrale Sainte-Sophie, le Monastère Saint-Michel avec ses toits dorés, l'église Saint-André… La ville est traversée par le Dniepr, ce qui permet aussi des excursions à bateau. Kiev est une des villes héros de l'Union Soviétique, et possède ainsi un musée en plein air de la Seconde Guerre mondiale, ainsi qu'une statue très imposante et visible loin à la ronde, de 60 m de haut, la demoiselle d'acier. 

### Odessa

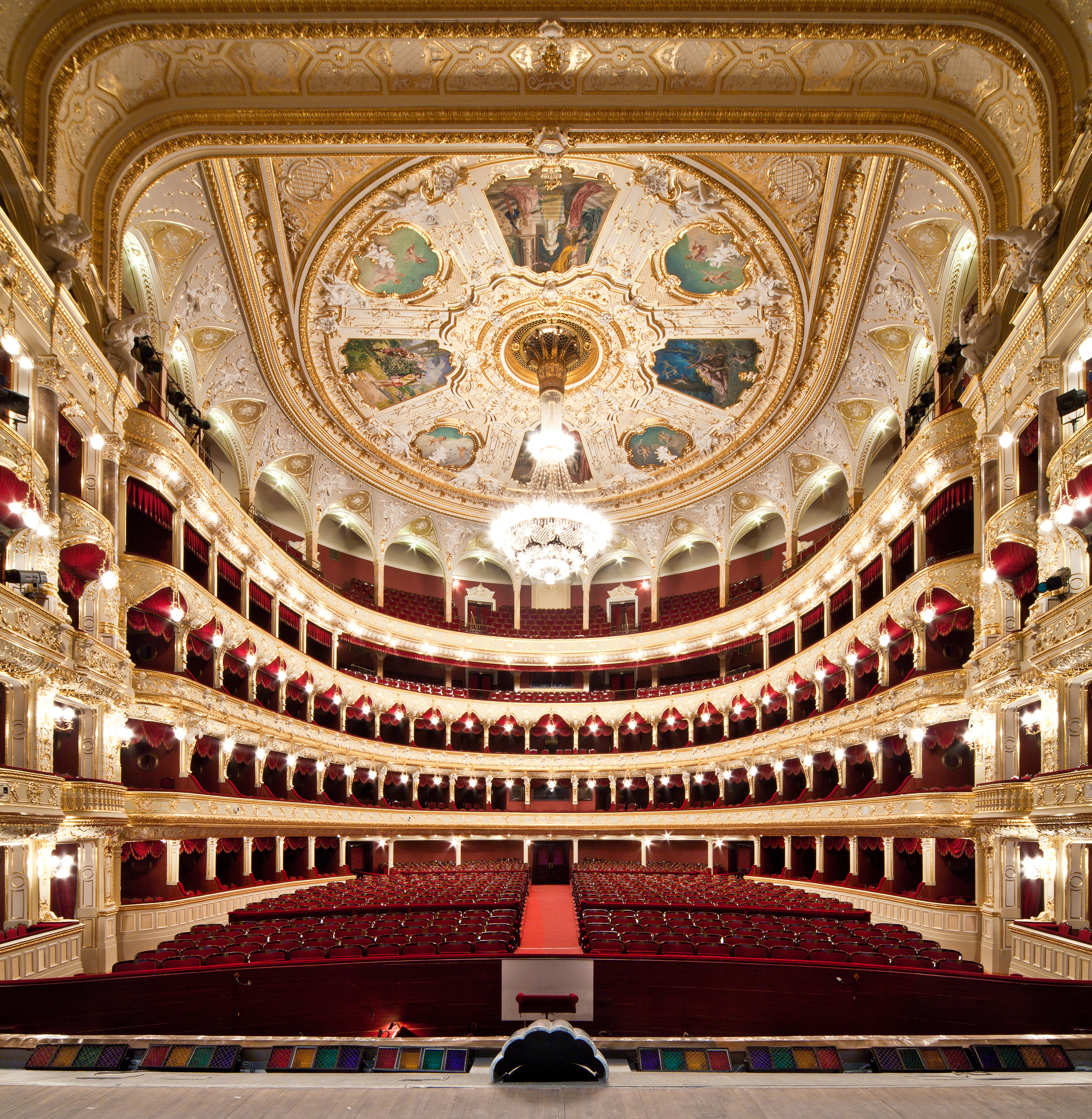
Opéra d'Odessa

Odessa est une ville balnéaire et portuaire de la Mer Noire, au sud du Pays, fondée par Catherine II, et de nombreuses influences culturelles s'y retrouvent. L'Opéra d'Odessa est l'un des symboles les plus connus de la ville, ainsi que les escaliers de Potemkine, la rue de Derybassivska et la place du Duc de Richelieu. La ville possède un aéroport international et une gare maritime importante, lieu d'arrivée de nombreuses croisières sur la Mer Noire. Le port marchand d'Odessa est le plus important du pays. Les plages d'Odessa sont très populaires, notamment celles le long du boulevard des Français ainsi que d'Arcadia.

### Lviv

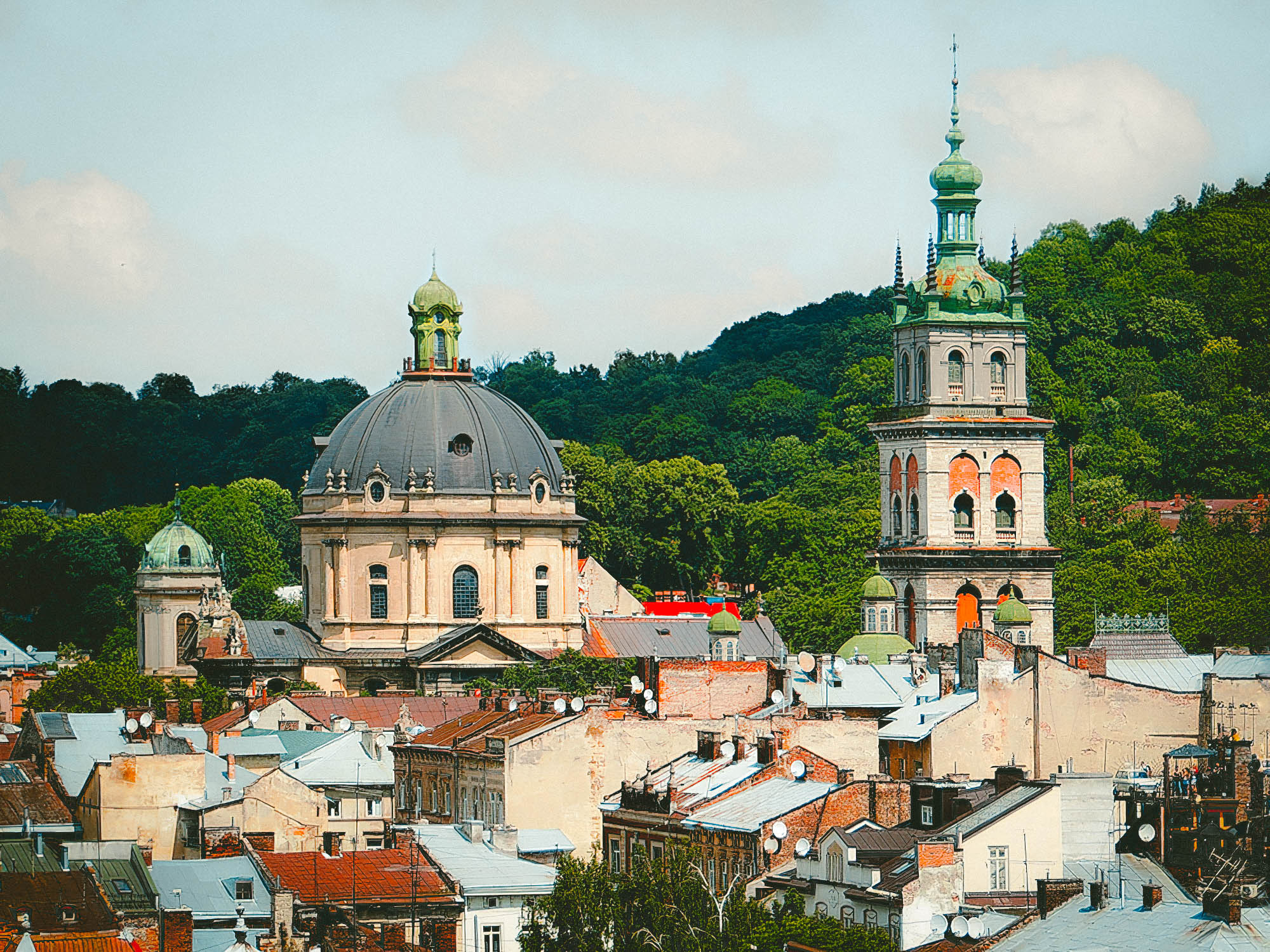
Lviv

Lviv est une ville historique de l'Ukraine, et le centre de la ville a été classé au patrimoine mondial de l'UNESCO, notamment l'opéra Ivano Franko. 

### Yalta

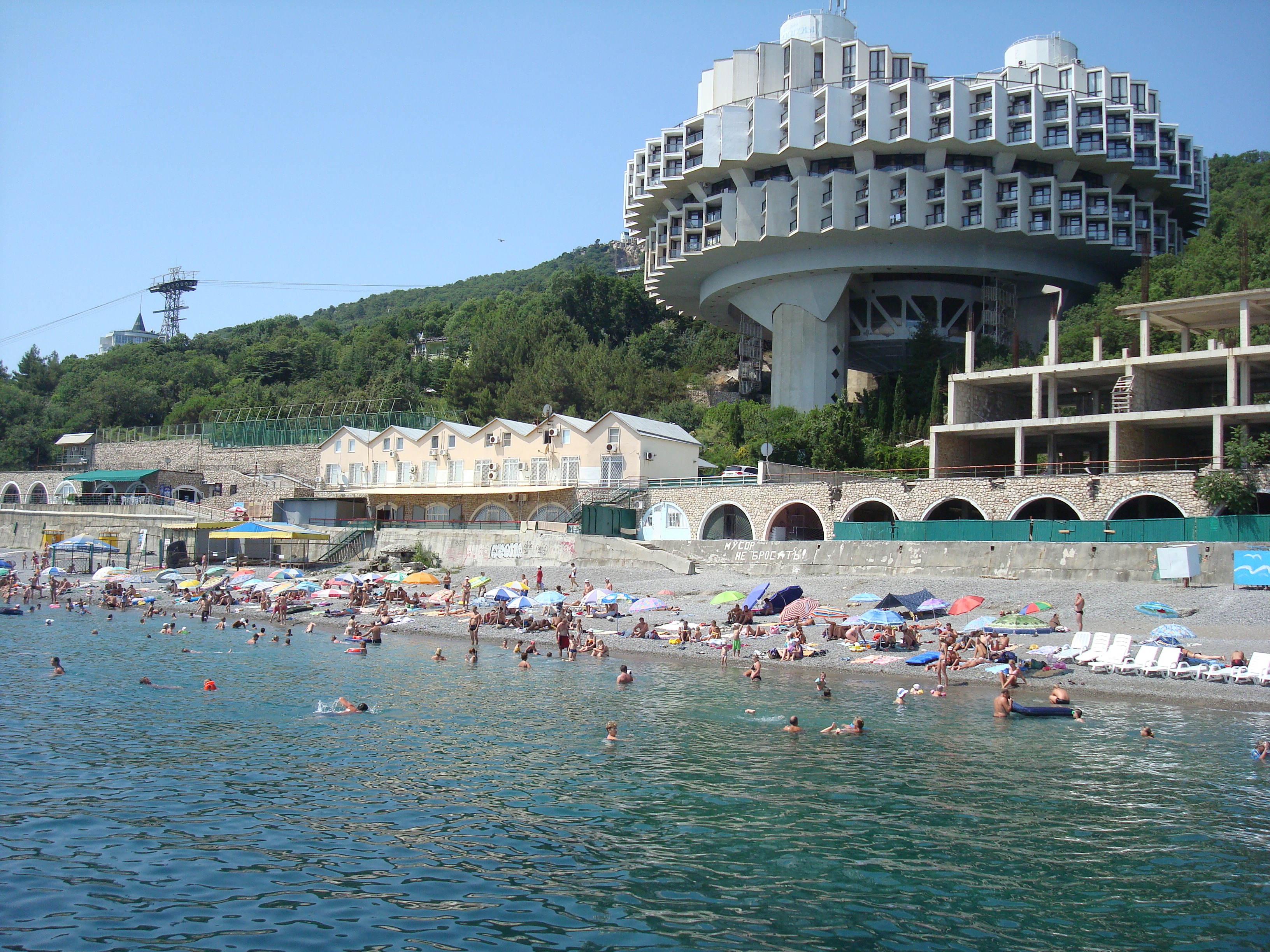
Plage à Yalta

Yalta est l'une des stations balnéaires les plus importantes d'Ukraine, aussi connue pour être la ville qui a abrité la célèbre conférence de Yalta entre Staline, Roosevelt et Churchill durant la Seconde Guerre mondiale, au Palais de Livadia. La ville possède de très nombreuses plages, une promenade bordée de palmiers le long de la côte et est aussi le départ de nombreuses excursions touristiques pour visiter la Crimée. Plus de 500 000 touristes y sont allés en 2013 (+ 8 % par rapport à 2012). La plus grande ligne de trolleybus du monde relie Yalta à Simferopol, capitale de la Crimée et notamment son aéroport international.  

### Sébastopol

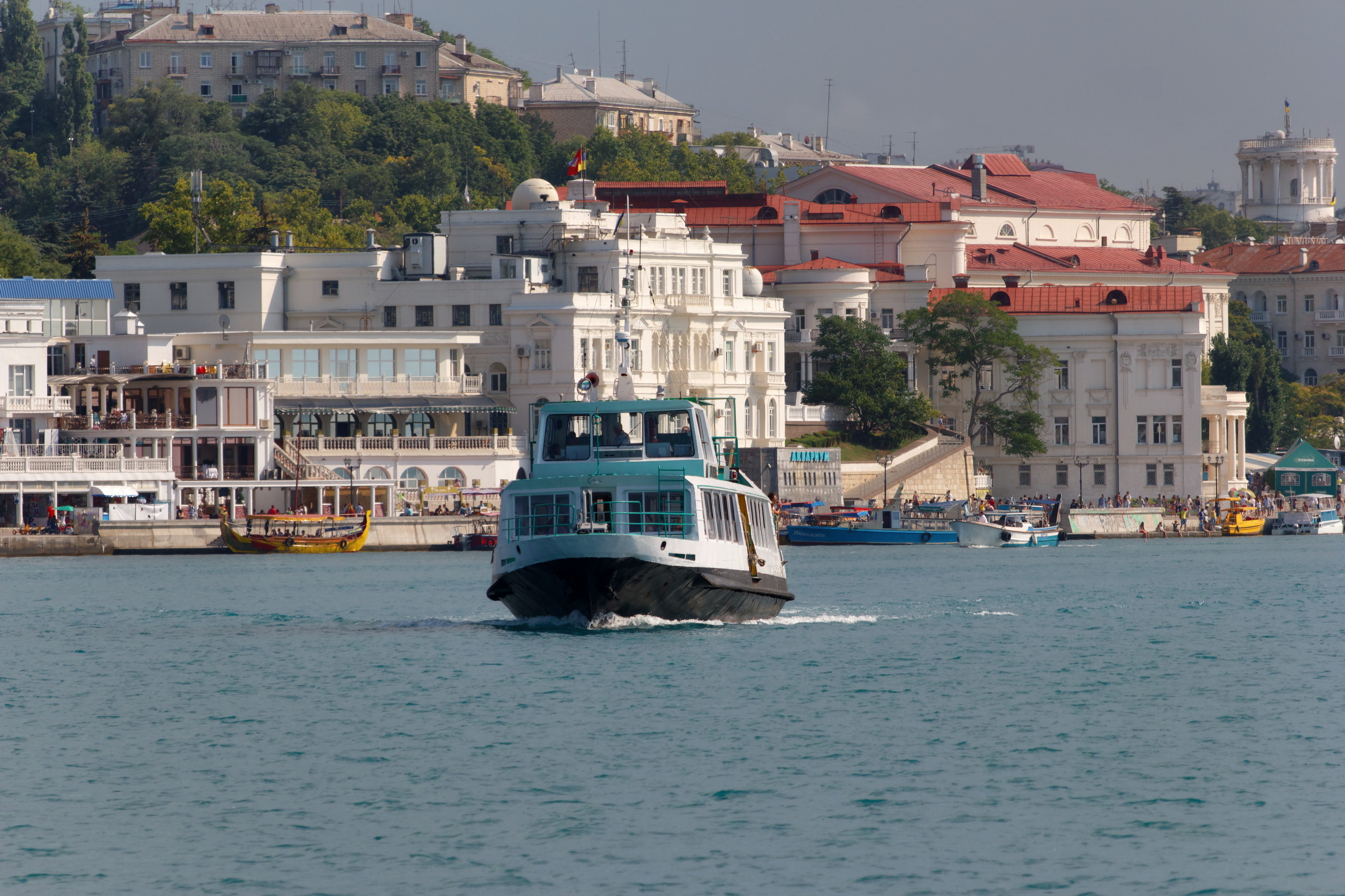
Sébastopol

Sébastopol est une ville de l'ouest de la Crimée et une destination populaire pour ses plages, ainsi que de nombreuses excursions touristiques dans les environs, comme les vignes et les petits villages aux alentours. C'est aussi un port militaire important, et on peut visiter l'ancienne base des sous-marins nucléaires soviétiques à Balaklava. La ville de Chersonèse est un important site archéologique d'Ukraine, fondé en 600 av. J.-C. par les exilés d’Héraclée du Pont.

## Les régions les plus touristiques d'Ukraine

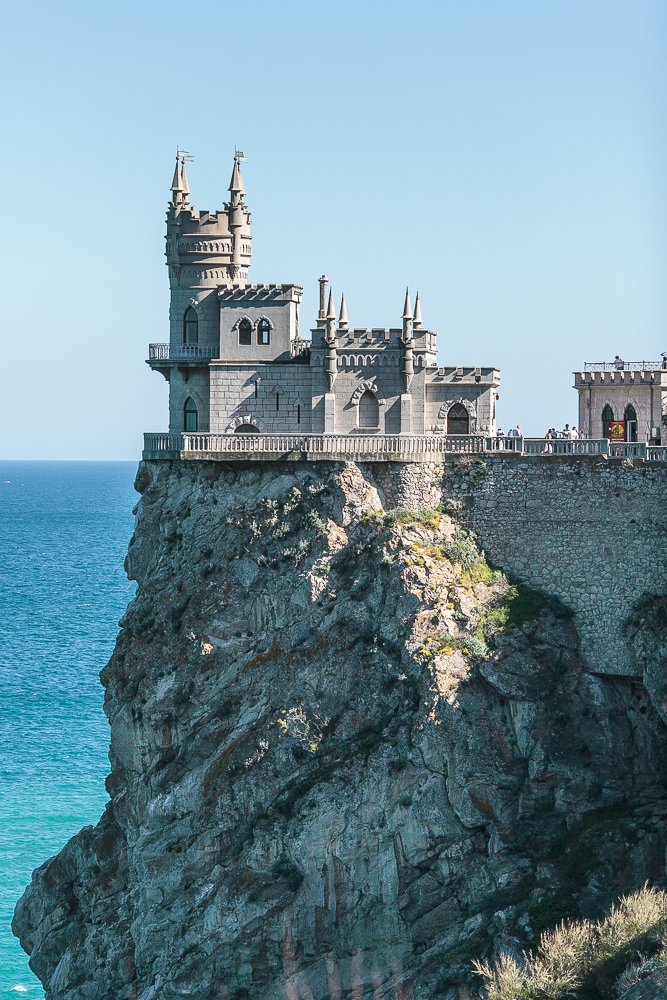
Le Nid d'Hirondelles (Crimée)

### Le Littoral de la Mer Noire
L'Ukraine possède un littoral impressionnant et très populaire auprès des touristes ukrainiens et en provenance des nombreuses ex-républiques soviétiques. Il va d'Odessa à l'ouest jusqu'à Marioupol à l'est, en passant par Kherson, et notamment la péninsule de Crimée plus au sud.  Les croisières qui parcourent la Mer Noire et la Méditerranée font souvent escale dans les ports du littoral ukrainien, notamment à Odessa et Sébastopol. 

### La Crimée

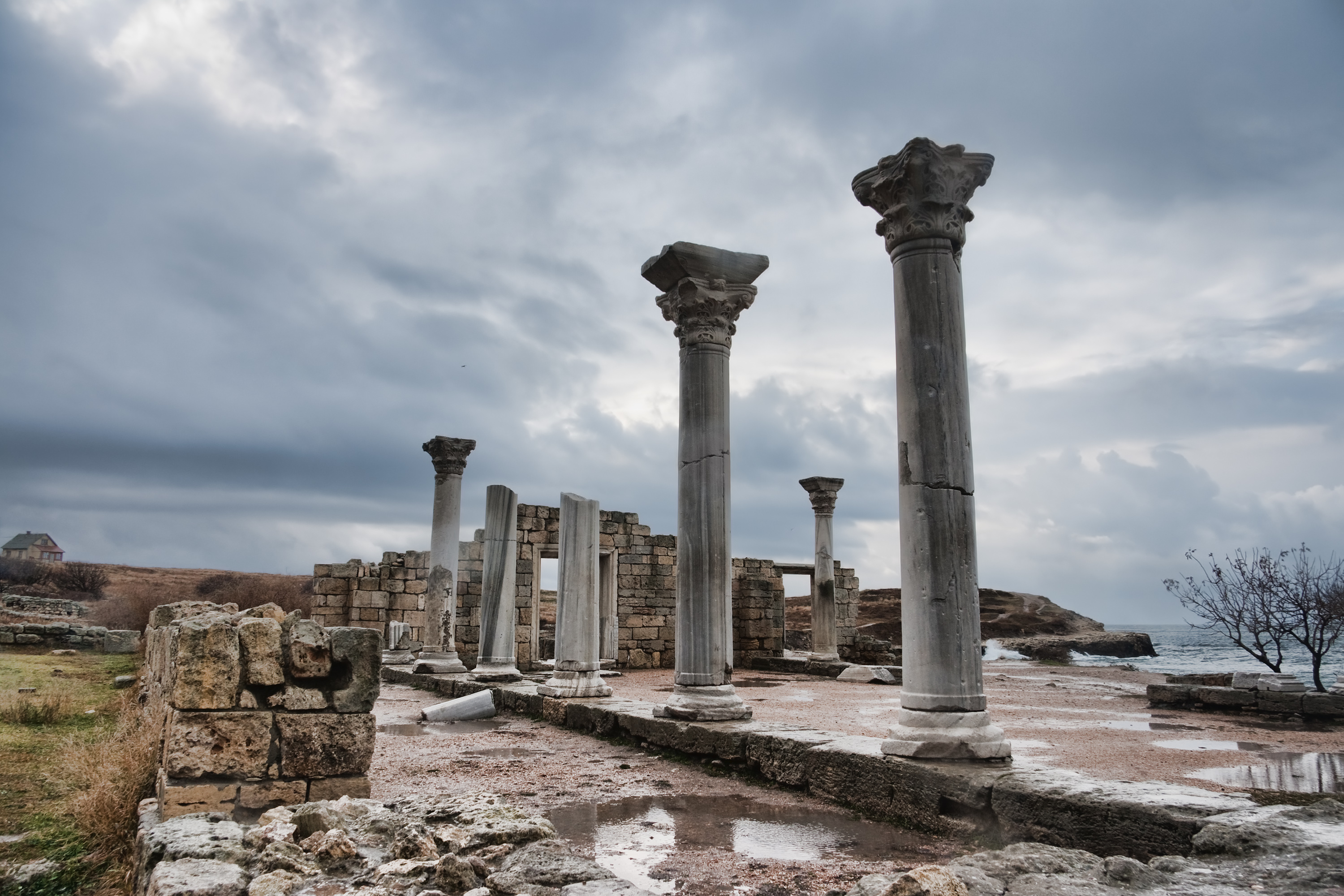
Chersonèse

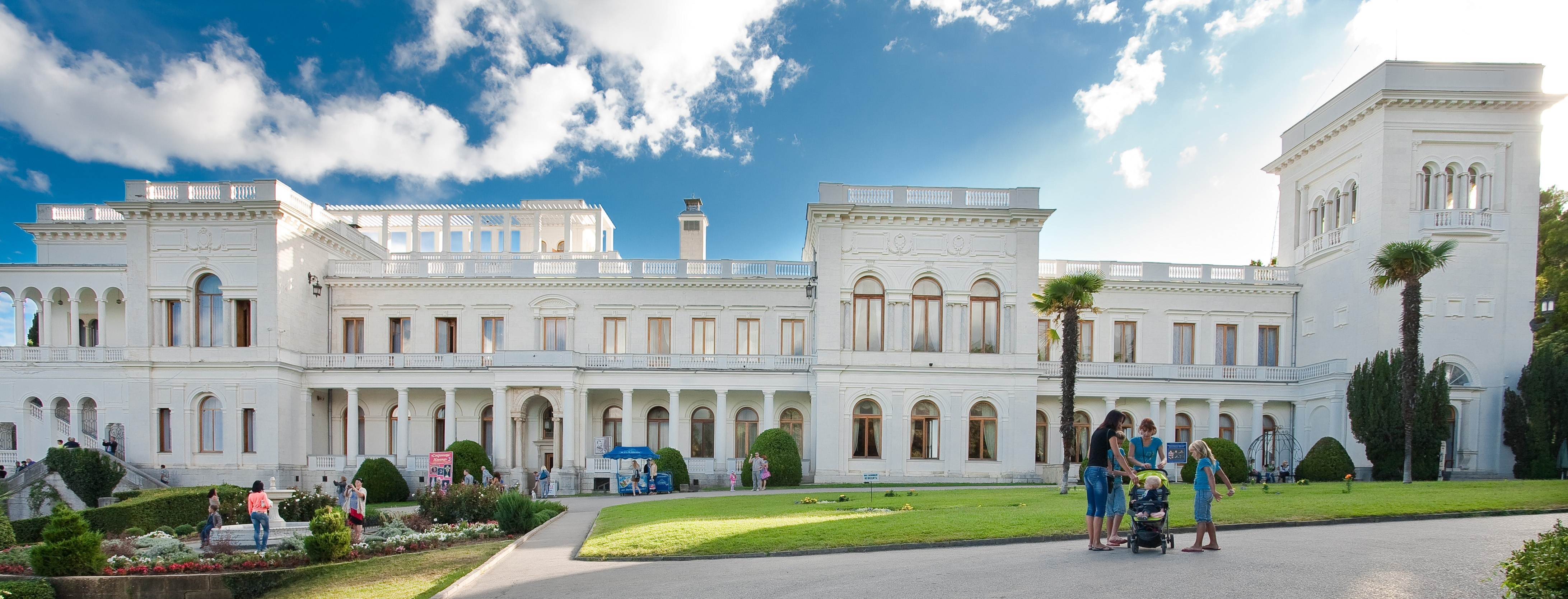
Palais de Livadia, Yalta

La Crimée est très réputée pour ses plages de Yalta, d'Aloupka, Eupatoria, Hourzouf, Alouchta, Sudak, Feodosiya, ainsi que son massif qui se jette abruptement dans la mer. Elle est l'une des régions les plus touristiques d'Ukraine, accueillant plus de 30 % des touristes internationaux, majoritairement en provenance de Russie. Le secteur touristique représentait plus de 30 % du PIB de la Crimée en 2002. En 2011, la Crimée a accueilli 7 millions de personnes. La presqu'île attire de plus en plus d'Européens lassés des plages méditerranéennes et de Russes nostalgiques de la grandeur passée. Les touristes, à 80 % russes, ukrainiens et biélorusses, viennent profiter des plages de la côte méridionale entre juin et septembre. À Yalta, la population est multipliée par six en été, avec plus de 500 000 touristes en 2013 (+ 8 % par rapport à 2012).
On distingue trois régions principales à vocation touristique :
- la côte sud, qui avec Yalta et Alouchta, est la plus fréquentée. C’est une région touristique de longue date et c’est aussi la plus luxueuse. Yalta compte 92 stations de « traitement » c’est-à-dire de « remise en forme » (27 000 places), Aloutcha 16 pour 11 000 places.
- la côte occidentale (Eupatoria, 25 000 places et Saky), célèbre pour ses bains de boues.
- la côte orientale qui s’étend d’Alouchta à Théodosie (ou Féodossia). Il s’agit d’une région bon-marché.

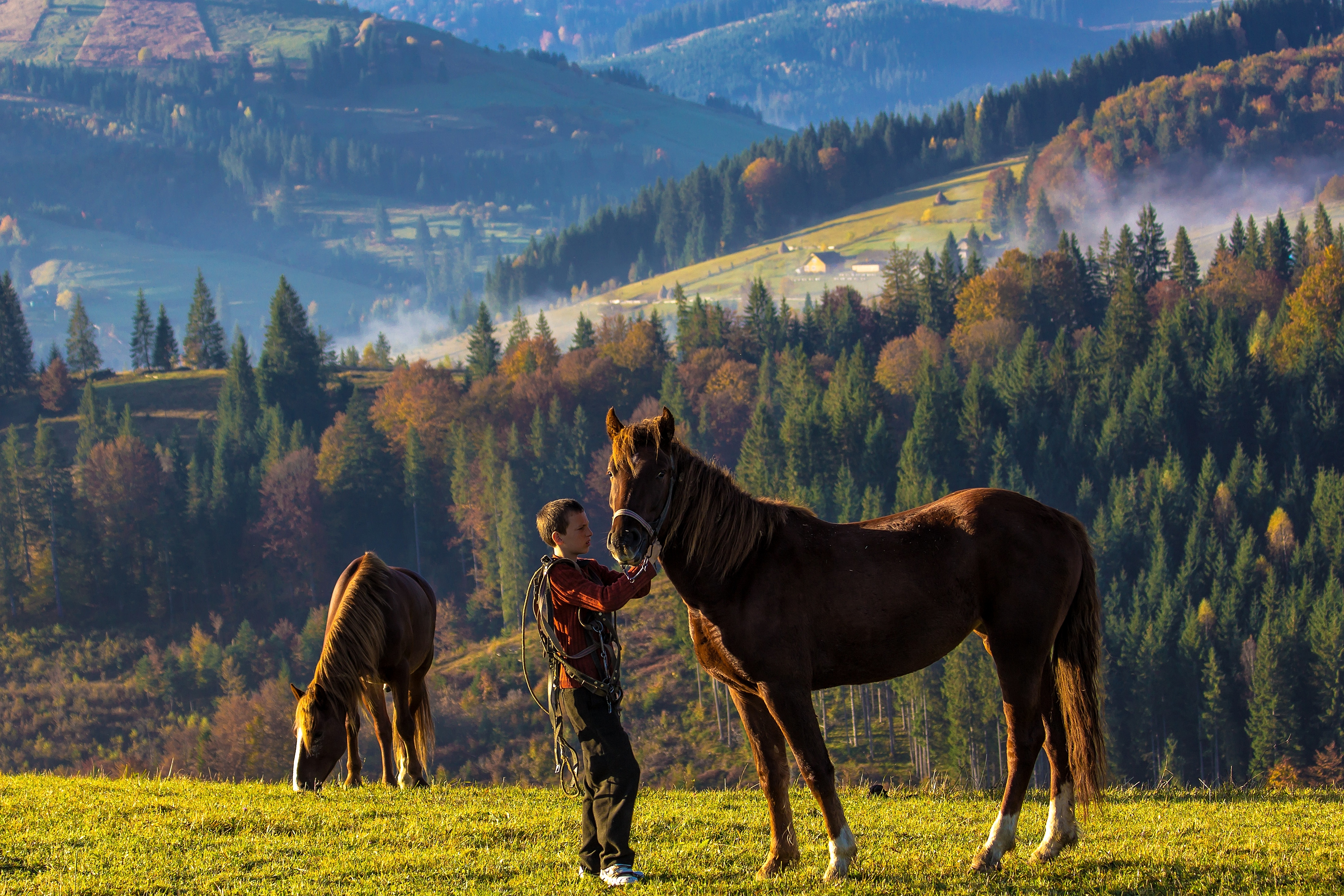
Les Carpates

### Les Carpates
Les Carpates permettent les pratiques du ski et de la randonnée. De nombreuses sources naturelles s'y trouvent, et quelques thermes sont présents.

### Le mont Hoverla
Le mont Hoverla est le sommet le plus haut d'Ukraine, tout à l'ouest du pays, culminant à 2 061m d'altitude dans les Carpates.

### Les croisières sur le Dniepr
De nombreuses croisières se font sur le Dniepr.

### La Ukraine centrale

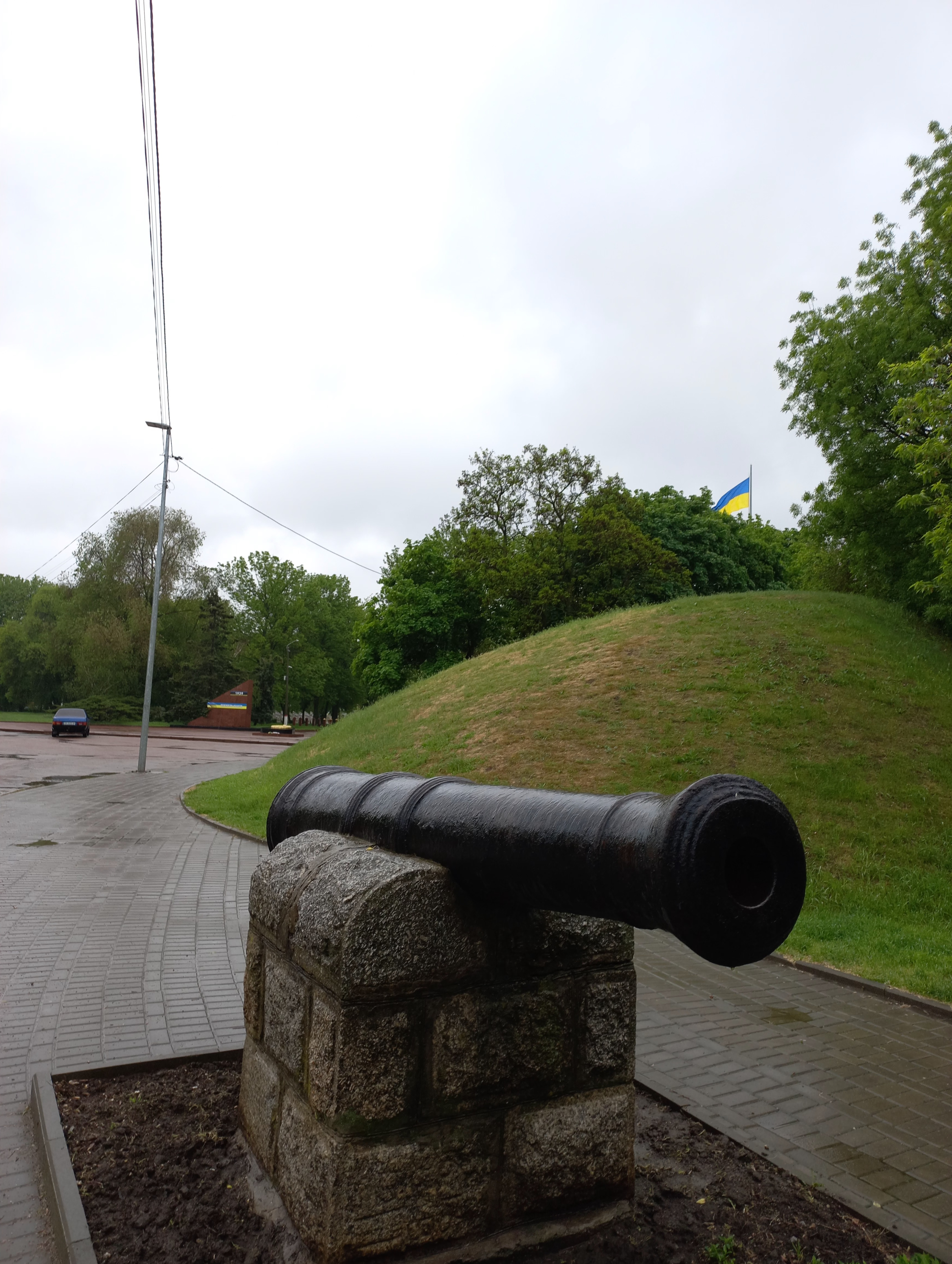
L'Fort Sainte-Élisabeth en Kropyvnytskyï

Le Fort Sainte-Élisabeth en forme d'hexagone construite par les cosaques ukrainiens en 1754 sur ordre de l'impératrice pour protéger ces terres des attaques de l'Empire ottoman. Pas plus de 10 forteresses de ce type ont survécu dans toute l'Europe. C'est l'un des monuments les plus célèbres et les plus importants de l'Ukraine centrale, qui a influencé l'histoire de la fondation de plusieurs grandes villes au XVIIIe siècle et est associé à la fin de l'ère cosaque pour l'Ukraine, et a ensuite créé les conditions pour l'émergence du premier théâtre professionnel ukrainien et de l'architecture néoclassique de l'une des plus belles villes du pays. l'ancien Yelisavetgrad (Kropyvnytskyï) est parfois appelé le Petit Paris.

## Les Sept merveilles d'Ukraine

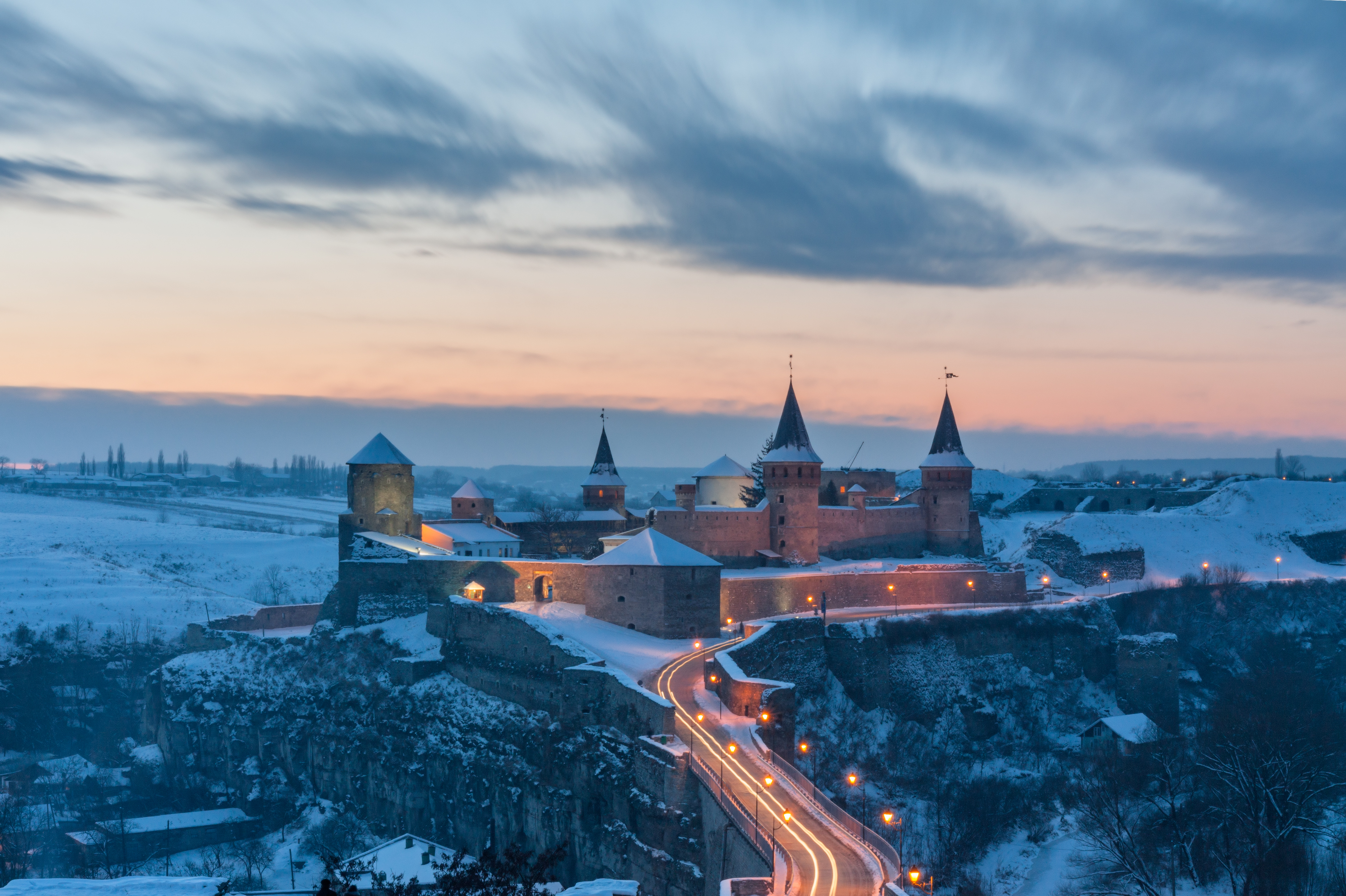
Forteresse de Kamianets

Les sept merveilles d'Ukraine sont sept monuments historiques ukrainiens qui ont été choisis lors d'un concours en Ukraine tenu en juillet 2007, parmi une liste de 1 000 candidats. 
- Le parc Sofiyivsky à Ouman, dans l’oblast de Tcherkassy (jardin botanique créé en 1796 pour Stanislas Potocki) ;
- La laure des Grottes de Kiev .(monastère fondé en 1051 par saint Antoine l’Athonite et saint Théodose de Kiev) ;
- La forteresse de Kamianets à Kamianets-Podilskyï, dans l’oblast de Khmelnytskyï (remparts construits en 1550 pour Koriatovich, de la maison de Gediminas) ;
- Khortytsia, à Zaporijia (lieu stratégique des Cosaques) ;
- Les ruines de Chersonèse, sur le territoire de Sébastopol en Crimée (fondée par les colons d’Héraclée du Pont au VIe siècle av. J.-C. ) ;
- La cathédrale Sainte-Sophie de Kiev (des XIe, XVIIe et XVIIIe siècles) ;
- La forteresse de Khotyn dans l’oblast de Tchernivtsi (fondée en 1325 par Vladimir Sviatoslavich).

## Les sept merveilles naturelles d'Ukraine

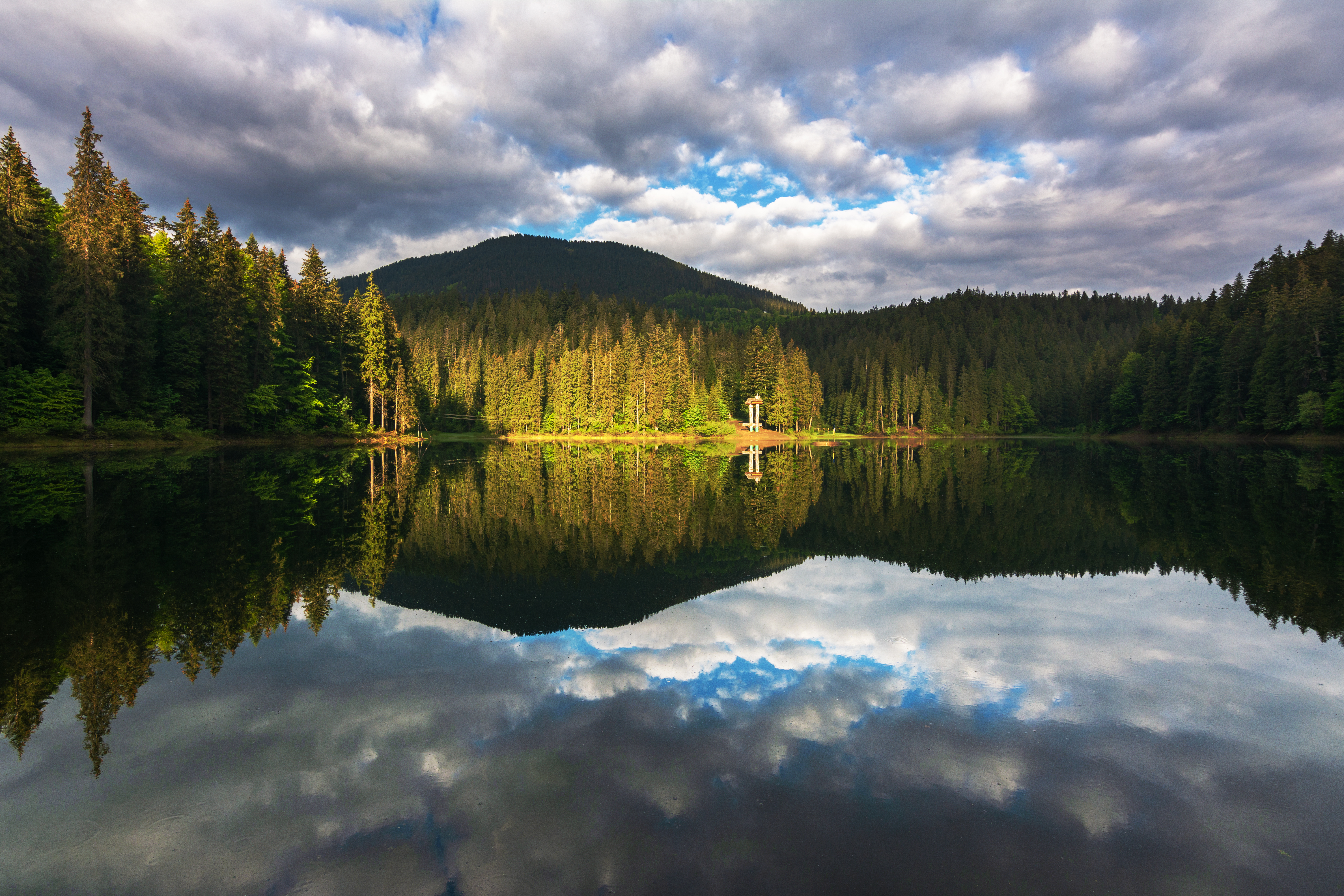
Synevyr

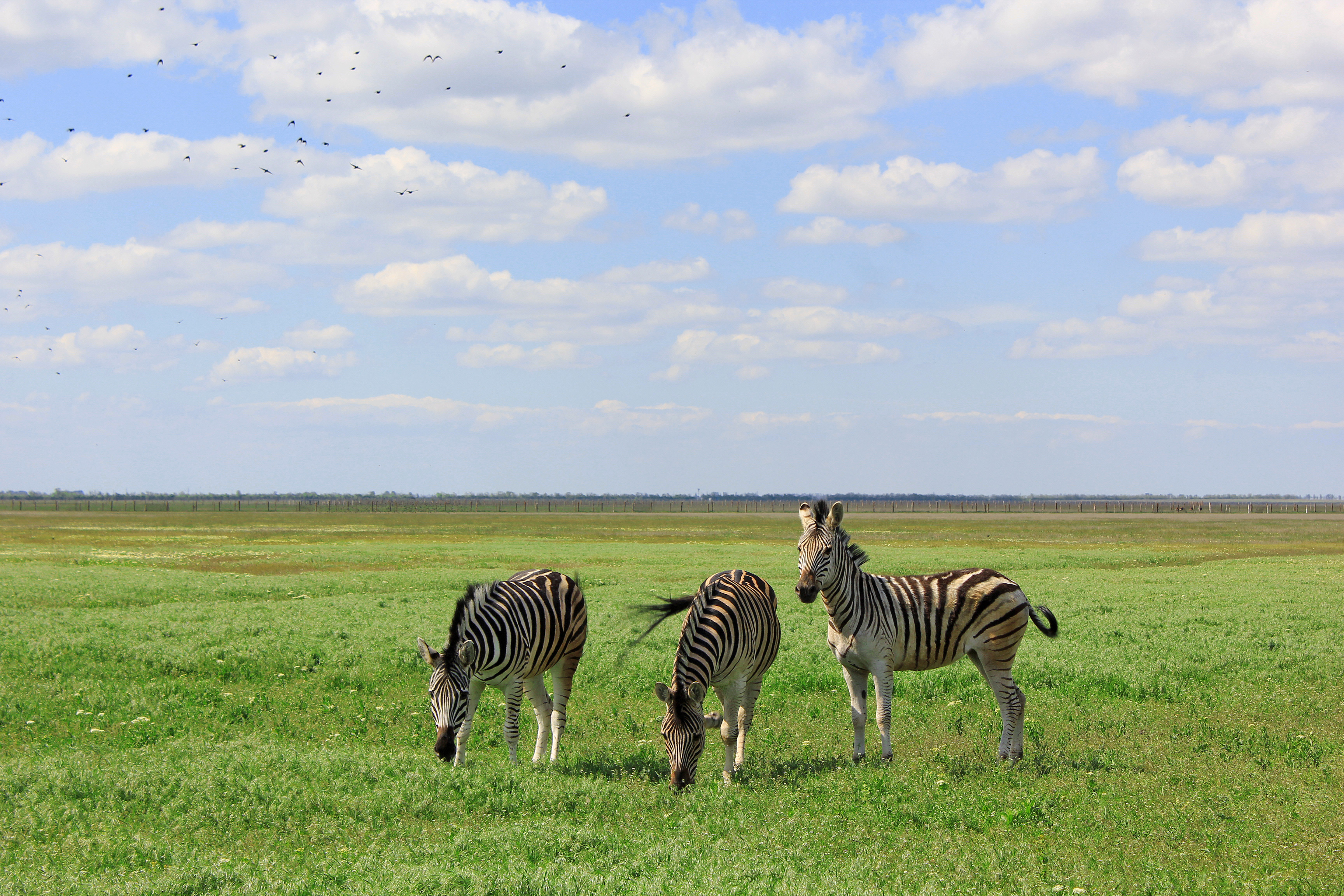
Askania-Nova

Les sept merveilles naturelles d'Ukraine ont été sélectionnées lors d'une compétition :
- Askania-Nova, oblast de Kherson ;
- Les steppes de granite du Boug, oblast de Mykolaïv ;
- Les gorges du Dniestr, oblast de Ternopil ;
- Les grottes de marbre, Crimée ;
- Le parc national Podilski Tovtry, oblast de Khmelnytskyï ;
- Le lac Svitiaz, oblast de Volhynie ;
- Le lac Synevyr, Carpates.
- Le Forêt-Noire, Oblast de Kirovohrad;

## Nombre de visiteurs par an en Ukraine
Les statistiques d'arrivées de touristes par l'Agence nationale des statistiques d'Ukraine
| Année | Nombre de visiteurs |
| ----- | ------------------- |
| 2000  | 6,4 millions        |
| 2001  | 9,1 millions        |
| 2002  | 10,5 millions       |
| 2003  | 12,5 millions       |
| 2004  | 15,4 millions       |
| 2005  | 17,6 millions       |
| 2006  | 18,9 millions       |
| 2007  | 23,1 millions       |
| 2008  | 25,4 millions       |
| 2009  | 20,8 millions       |
| 2010  | 21,2 millions       |
| 2011  | 21,4 millions       |
| 2012  | 23 millions         |
| 2013  | 24,6 millions       |